# Stephan Alexander Paul von Zychlinski
Stephan Alexander Paul von Zychlinski (geb. 4. Januar 1772 in Polnisch-Jeseritz; gest. 26. Oktober 1814 in Posen) war ein preußischer Landrat.

## Leben
Stephan Alexander Paul von Zychlinski war der Sohn von Adam Sigismund von Zychlinski (1742–1792), Erbherr auf Nieszawa und dessen Ehefrau Christiane Ludowika geb. von Glezimierski.

## Werdegang
Stephan Alexander Paul von Zychlinski wandte sich wohl zunächst der Landwirtschaft zu, bevor er um 1803 zum Landrat des südpreußischen Kreises Posen ernannt wurde. Ab 1804 übernahm er zusätzlich auch die Amtsgeschäfte als Landrat im Kreis Obornik.

## Persönliches
Stephan Alexander Paul von Zychlinski war im Jahr 1814 Erbherr auf Nieszawa. Er war mit Marianne, geb. von Koscielski verheiratet. Er starb 1814 als großherzoglicher Warschauer Unterpräfekt.